# København og Omegn filmet fra Luften i John M. Larsens Flyvebaad
København og Omegn filmet fra Luften i John M. Larsens Flyvebaad er en dansk dokumentarfilm fra 1919.

## Handling
Denne artikel mangler et handlingsreferat. Hjælp os med at skrive det.